# Église Saint-Nicolas de Kotka
L'église Saint-Nicolas (en finnois : Pyhän Nikolaoksen kirkko) est une la principale église orthodoxe de Kotka en Finlande.

## Histoire
L'église est construite en 1799–1801 selon les plans de l'architecte Jakov Perrin architecte de l'Amirauté de Saint-Pétersbourg. 
Le bâtiment est représentatif du style néoclassique russe.
L'église date de l'époque où les Russes construisent la double défense forteresse maritime de Ruotsinsalmi -forteresse de Kymi et transforment l'île de Kotkansaari  une ville fortifiée dite de ruotsinsalmi. L'église est située au milieu du parc Isopuisto.
L'intérieur de l'église diffère notablement des autres églises orthodoxes par la présence d'un grand nombre de statues d'anges. 

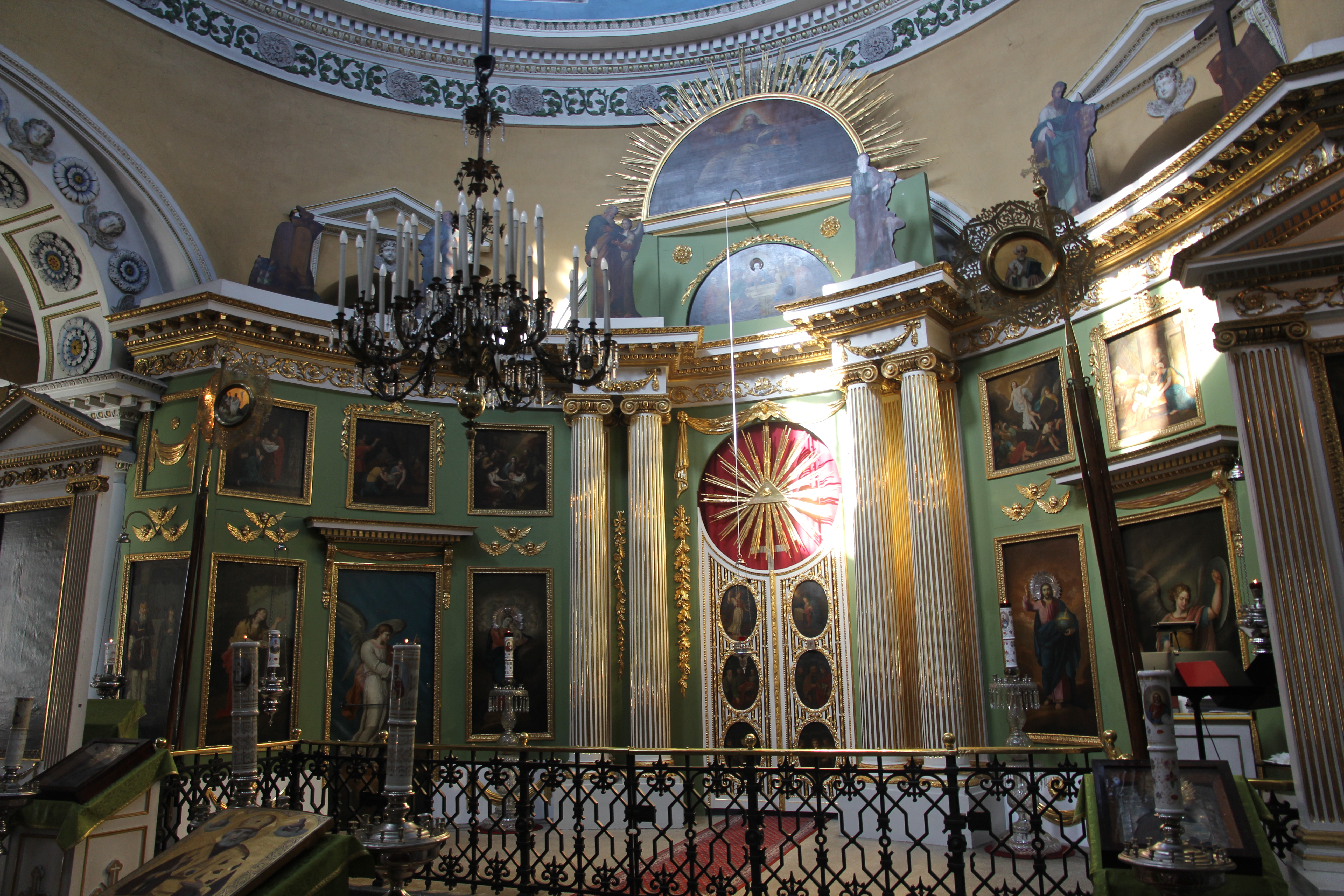
L'autel et l'iconostase de l'église.